# Сингх, Аджитпал
Аджитпал Сингх (хинди अजीत पाल सिंह, англ. Ajitpal Singh, 1 апреля 1947, Сансарпур, Британская Индия) — индийский хоккеист (хоккей на траве), полузащитник. Бронзовый призёр летних Олимпийских игр 1968 и 1972 годов. Чемпион мира 1975 года.

## Биография
Аджитпал Сингх родился 1 апреля 1947 года в индийской деревне Сансарпур.
Учился в высшей школе в Джаландхаре, в 1963 году начал играть за хоккейную школьную сборную Пенджаба, сперва действовал на позиции защитника.
В 1964 году поступил в колледж Халса в Джаландхаре. В составе его команды три раза выигрывал турнир Пенджабского университета, перейдя на позицию центрального защитника. В 1966 году был капитаном сборной Пенджабского университета, в 1968 году играл за студенческую сборную Индии. Впоследствии выступал за команду пограничных сил безопасности.
В 1966 году дебютировал в сборной Индии, побывав в Японии, участвовал в предолимпийском турнире в Лондоне.
В 1968 году вошёл в состав сборной Индии по хоккею на траве на Олимпийских играх в Мехико и завоевал бронзовую медаль. Играл на позиции полузащитника, провёл 8 матчей, забил 1 мяч в ворота сборной Мексики.
В том же году удостоен государственной спортивной премии «Арджуна».
В 1972 году вошёл в состав сборной Индии по хоккею на траве на Олимпийских играх в Мюнхене и завоевал бронзовую медаль. Играл на позиции полузащитника, провёл 9 матчей, мячей не забивал.
В 1976 году вошёл в состав сборной Индии по хоккею на траве на Олимпийских играх в Монреале, занявшей 7-е место. Играл на позиции полузащитника, провёл 6 матчей, забил 1 мяч в ворота сборной ФРГ.
После провала индийцев на Олимпиаде покинул международный хоккей, но в 1980 году вернулся, чтобы сыграть свой последний турнир — Трофей чемпионов в Карачи.
В течение карьеры завоевал полный комплект медалей чемпионата мира: в 1971 году выиграл бронзу в Барселоне, в 1973 году — серебро в Амстелвене, в 1975 году — золото в Куала-Лумпуре.
В 1970 и 1974 годах в составе сборной Индии завоевал серебряные медали хоккейных турниров летних Азиатских игр в Бангкоке и Тегеране.
В 1992 году за спортивные заслуги награждён премией «Падма Шри».
В 2012 году был назначен руководителем делегации сборной Индии на летних Олимпийских играх в Лондоне, став первым спортсменом на этой позиции, которую прежде занимали только политики или функционеры. Но из-за тяжёлого спондилита Сингх не смог присутствовать на Играх.
Проводит всеиндийский турнир по хоккею на траве среди школьников до 16 лет.